# Ira e tempo
Ira e tempo è un libro del 2006 del filosofo tedesco Peter Sloterdijk. 
Una traduzione in inglese di Mario Wenning è stata pubblicata nel 2010.

## Contenuto
Il saggio ripercorre il ruolo e la prevalenza della rabbia nella storia dell'Occidente, a partire dal Thumos descritto da Omero nell'Iliade. Sloterdijk sostiene che una forma produttiva di rabbia sia stata soppressa prima dal Cristianesimo e poi dalla psicoanalisi, mentre torna a diventare attiva con l'affermarsi del capitalismo. Sloterdijk nel saggio teorizza, inoltre, che i partiti politici moderni cercano di capitalizzare a proprio vantaggio l'ira altrimenti soppressa. I partiti vengono così a configurarsi come veri e propri "serbatoi" (ma anche banche) di ira. Storicamente, l'ira ha cominciato a venire accumulata dai partiti sul finire del XIX secolo per arrivare al suo culmine con lo scoppio della Prima Guerra Mondiale. Venuta meno l'azione di contenimento dell'ira da parte dei partiti e dei movimenti, l'ira sta attualmente diffondendosi.

## Ricezione
Julia Encke della Frankfurter Allgemeine Zeitung ha descritto Sloterdijk come un "lettore di Nietzsche dal pensiero democratico" a causa della sua ricerca di una rabbia libera dal risentimento, affermando che il libro era "un primo passo" verso tale cosa. Publishers Weekly ha definito il libro "un'analisi brillante e concettualmente ricca dell'influenza della rabbia sullo sviluppo della cultura occidentale". Lo stesso critico ha continuato: "Sebbene spesso ostacolato da un eccessivo gergo accademico e da un'oscillazione teoricamente discutibile tra le nozioni non equivalenti di Thymos e rabbia, il libro offre un resoconto affascinante delle dinamiche storiche dello sviluppo sociale".
La traduzione francese del libro ha ricevuto il Prix européen de l'essai Charles Veillon nel 2008.